# Zhumadian
Zhumadian (cinese: 驻马店; pinyin: Zhùmǎdiàn) è una città con status di prefettura della provincia dell'Henan, nella Cina centro-orientale.

## Geografia antropica

### Suddivisioni amministrative
La prefettura di Zhumadian è a sua volta divisa in 1 distretto e 9 contee.
- Distretto di Yicheng - 驿城区 Yìchéng Qū ;
- Contea di Queshan - 确山县 Quèshān Xiàn ;
- Contea di Biyang - 泌阳县 Bìyáng Xiàn ;
- Contea di Suiping - 遂平县 Suípíng Xiàn ;
- Contea di Xiping - 西平县 Xīpíng Xiàn ;
- Contea di Shangcai - 上蔡县 Shàngcài Xiàn ;
- Contea di Runan - 汝南县 Rǔnán Xiàn ;
- Contea di Pingyu - 平舆县 Píngyú Xiàn ;
- Contea di Xincai - 新蔡县 Xīncài Xiàn ;
- Contea di Zhengyang - 正阳县 Zhèngyáng Xiàn.